# Ashley Paris
Ashley Paris, née le 21 septembre 1987 à San José (Californie), est une joueuse de basket-ball américaine, avec un passeport macédonien, tout comme sa sœur jumelle Courtney Paris, filles du footballeur NFL Bubba Paris.

## Biographie

### NCAA
Elle joue en high school à Modesto puis à Piedmont, où elle est nommée All-American. Elle participe WBCA High School All-America Game de 2005 où elle inscrit 8 points. 
Elle rejoint l'Université de l'Oklahoma, tout comme sa sœur Courtney. L'équipe finit invaincue la saison 2005-2006 dans la Big 12 Conference. En 2007, Ashley intègre le cinq de départ où elle rejoint sa sœur. Cette même année , elle est récompensée Honorable Mention et figure également dans le meilleur cinq académique de la conférence. Elle obtient son diplôme en communications en 2009. En senior, ses statistiques sont de 12,5 points et 9,6 rebonds. Les Sooners atteignent pour la première fois le Final Four.

### Europe
Elle forme de nouveau un duo avec sa jumelle en Turquie à Mersin en 2013-2014 après avoir joué la saison précédente dans ce même pays à Edremit, (13,3 points et 12,1 rebonds en championnat).
En 2014-2015, elle joue avec le club russe de Energy Ivanovo, où elle marque en moyenne 11,6 points et 10,7 rebonds en championnat. Pour la saison 2015-2016, elle est engagée pour le champion d'Espagne Uni Girona pour sa première expérience en Euroligue.

### WNBA
Elle est draftée au second tour de la draft WNBA 2009 par les Sparks de Los Angeles  second pick in the 2009 WNBA Draft. Elle joue la pré-saison 2009 avec les Parks, en 2010 avec le Mercury et en 2015 avec les Stars sans jamais être retenue pour la saison officielle.

## Clubs
- 2005-2009 :  Sooners de l'Oklahoma (NCAA)
- 2009-2010 :  BC Dnipro
- 2010-2011 : 	?
- 2011-2013 : ?
- 2013-2014 :  Mersin BSB
- 2014- :  Energy Ivanovo
- 2015- :  Uni Girona

## Palmarès
- Championne de la Big 12 Conference 2006[3]
- Mailleur cinq de la Big 12 2009[3]